# Galinakopf
Galinakopf je planina  na granici Austrije i Lihtenštajna u lancu Rätikon u istočnim Alpama, s visinom od 2198 metara.